# Боушори (деревня, Васлуй)
Боушури (рум. Boușori)— деревня, расположенная в жудеце Васлуй в Румынии. Входит в состав коммуны Солешти.

## География
Деревня расположена в 288 км к северо-востоку от Бухареста, 12 км к северо-востоку от Васлуя, 50 км к югу от Ясс, 146 км к северу от Галаца.

## Население
По данным переписи населения 2002 года в селе проживали 344 человека.

### Национальный состав
| Национальность | Кол-во человек | Процент |
| -------------- | -------------- | ------- |
| Румыны         | 344            | 100 %   |

### Родной язык
| Язык      | Кол-во человек | Процент |
| --------- | -------------- | ------- |
| Румынский | 344            | 100 %   |